# Cairngorm
I Cairngorm (inglese The Cairngorms) sono una catena montuosa delle Highland scozzesi, associate alla montagna omonima, il Cairn Gorm.

## Nome
Generalmente sono chiamati Cairngorms, mentre la tendenza 'moderna' di utilizzare il nome Cairn Gorm per indicare l'intera catena montuosa può essere fuorviante. Watson (1975) lo descrive come un soprannome utilizzato per richiamare il vecchio nome della catena montuosa Am Monadh Ruadh-colline rosse che le distingueva dalle Am Monadh Liath-colline grigie a ovest del fiume Spey.
(Watson (1975))
Ironicamente riferendosi all'intera catena con il nome Cairn Gorm si crea una contraddizione in quanto in inglese sarebbe Blue Cairn (colline blu), e si stravolge così il significato originale dell'antico nome che è colline rosse. Questo scambio di significato sembra essere stato trascurato da molti ed entrambi i nomi sono stati usati anche nella definizione ufficiale del Parco Nazionale che ospita la catena montuosa. Infatti il nome ufficiale inglese è Cairngorms National Park, che in gaelico genericamente significa Blue Hills National Park, mentre la corrispondente didascalia sottostante in gaelico è Pairc Naiseanta a Mhonaidh Ruaidh, che genericamente in inglese si traduce come Red Hills National Park.
In Alexander (1928) l'autore si riferisce al Colonnello T. Thornton in visita nell'area nel 1786, e il suo libro Sporting Tour pubblicato nel 1804 nel quale si riferisce alla catena come i Cairngorms - continuando:
Sporting Tour (1804) del Col Thornton, dove vi è un riferimento all'"Aurora che fa capolino dagli immensi Cairngorms"»
(Alexander (1928) (p21))
Sia Alexander (1928) che Watson (1975) sembrano suggerire che il periodo in cui il libro del Colonnello Thornton sia quello in cui nero su bianco il termine Cairngorms fu usato per riferirsi all'intero gruppo.

## Localizzazione

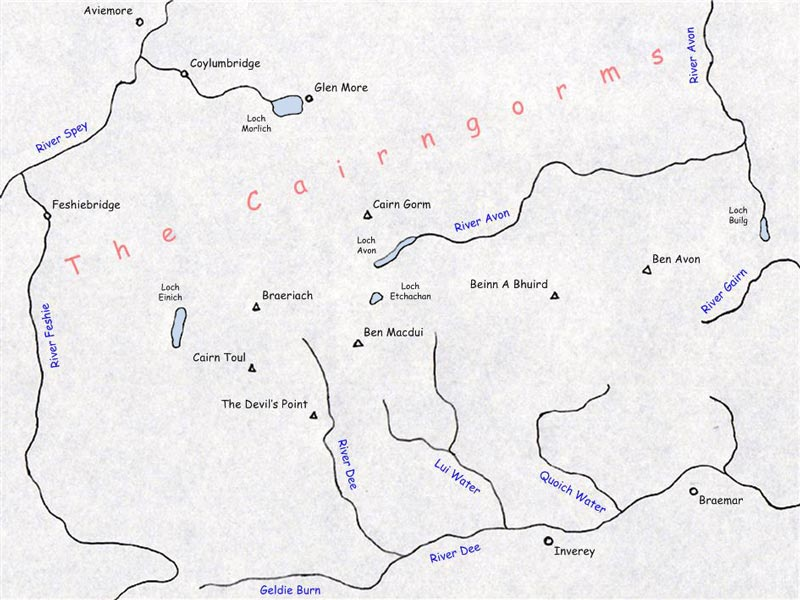
Mappa con la localizzazione di Cairngorm

Sebbene i Cairngorm si trovino all'interno del Cairngorms National Park, costituiscono solo una parte di esso. In Watson (1975) l'autore descrive che il massiccio principale Cairngorm è delimitato da Aviemore a nord-ovest, da Glen Gairn e Braemar a sud-est e da Glen Feshie a sud-ovest.
All'incirca quindi il limite meridionale della catena si estende da poco più ad est di Braemar - a ovest lungo il Glen Dee verso White Bridge, attraverso Glen Geldie fino alla sommità del Glen Feshie. Il confine occidentale scende dal Glen Feshie verso nord lungo il fiume Spey verso Aviemore. il confine settentrionale si estende verso est da Aviemore attraverso Glen More verso Glen Avon. il confine orientale quindi si estende verso sud lungo il Glen Avon, oltre Am Bealach Dearg verso la zona a est di Braemar di nuovo - vedi mappa.
A sud dei Cairngorms si trova la distinta catena montuosa dei Grampiani. In Watson (1975), l'autore li descrive che si estendono da Drumochter a ovest quasi fino al mare appena a sud di Aberdeen:
(Watson (1975))
In Gordon (1925) - L'area dei Cairngorms è rappresentata ancora più ristretta - le ultime pagine mostrano una mappa dove Aviemore, River Feshie, River Dee, e Creag Choinnich rientrano appena nella mappa, e Glen Geldie, e Glen Gairn non rientrano.
Storicamente, prima della Legge di Regionalizzazione della Scozia del 1975, la maggior parte dei Cairngorms era compresa nella contea dello Aberdeenshire, e la parte restante raggiungeva a ovest lo Inverness-shire e a nord il Banffshire.

## Accesso
In base a questa precisa delineazione dei Cairngorms, non ci sono strade pubbliche che attraversano questi monti. Tutte le strade pubbliche nell'area circostante costeggiano i Cairngorms o terminano poco dopo all'interno, fornendo solo un punto d'accesso. Storicamente i pedoni potevano attraversare i Cairngorms seguendo i percorsi tradizionali di Lairig Ghru e Lairig Laoigh, oppure potevano aggirarli seguendo Glen Dee - Glen Feshie e Bealach Dearg.
Da sud e sud-est l'accesso per gli autoveicoli termina a Linn of Deeo Allanaquoich. Da nord-ovest termina a Coylumbridge o al parcheggio dell'area sciistica del Cairn Gorm.

## Topografia
La catena dei Cairngorm consiste di un grande altopiano su cui si elevano basse e stondate montagne glaciali.
Sebbene non siano formati da un singolo altopiano in senso stretto, i Cairngorms danno l'impressione di esserlo perché i passi che li attraversano non li tagliano in maniera molto profonda. In Watson (1975), l'autore descrive la cima del Lairig Ghru a 835 m, la cima del Lairig an Laoigh a 740 m e la cima del The Sneck a 970 m Topograficamente questo significa che un escursionista potrebbe attraversare i massicci Cairntoul (1293 m), Braeriach (1296 m), Ben Macdui (1309 m), Cairn Gorm (1245 m) fino ai massicci Beinn a' Bhùird (1196 m) e Ben Avon (1171 m) senza scendere sotto i 740 m della cima del Lairig an Laoigh.
Nel 2003 i Cairngorms sono diventati parte del secondo parco nazionale scozzese, il Cairngorms National Park, che si estende nelle aree amministrative Aberdeenshire, Moray, Angus, Perth e Kinross e Highland.

## Geografia
I Cairngorm possiedono i più alti, freddi e nevosi altopiani delle isole britanniche e ospitano cinque delle sei più alte montagne della Scozia:
- Ben Macdui (1309 m)
- Braeriach (1296 m)
- Cairn Toul (1293 m)
- Sgor an Lochain Uaine (1258 m)
- Cairn Gorm (1245 m)

Tutte queste montagne appartengono alla categoria Munro (ossia alte più di 914 m) e nell'area ci sono altri 13 rilievi con questa classificazione.
Dopo essere salita sulla cima del Ben Macdui nell'ottobre del 1859, la Regina Vittoria scrisse: "Aveva un effetto sublime e solenne, così selvaggio e solitario, non c'era nessun altro a parte la nostra piccola comitiva... Bevvi un po' di acqua con whisky perché le persone lì affermarono che la semplice acqua sarebbe stata troppo gelida."
Questi monti si formarono alla fine dell'ultima era glaciale, quando le calotte di ghiaccio che coprivano la maggior parte della Scozia settentrionale rimasero inattive forgiando le cime arrotondate delle montagne dell'area. Le numerose valli sono piene di depositi glaciali del periodo della ritirata dei ghiacciai. La valle più conosciuta è il passo Lairig Ghru, una scanaltura al centro delle montagne, una valle ad U ampiamente utilizzata nel XIX secolo dai mandriani che pascolavano il loro bestiame dai loro piccoli terreni nelle Highlands ai mercati nelle Lowlands.
La regione è attraversata dai fiumi Dee e Spey e dai due affluenti di quest'ultimo, i fiumi Feshie e Avon.
L'area è scarsamente popolata a causa del clima estremo. Le chiazze di neve rimangono sulle colline fino ad agosto, e nel Garbh Coire Mor a Braeriach la neve si è sciolta solo tre volte nell'ultimo secolo. Negli ultimi anni comunque la quantità e la longevità delle chiazze di neve dei Cairngorm è diminuita in maniera significativa, forse a causa dei cambiamenti climatici. Nell'area dei Cairngorms, a Braemar, è stata registrata due volte la temperatura più bassa misurata nel Regno Unito, -27,2 °C nel 1895 e nel 1982.

## Specie protette
Il parco nazionale è noto per la sua fauna selvatica. L'area inoltre ospita una foresta primitiva, una delle ultime delle Isole Britanniche, nota col nome di Caledonian Forest. La maggior parte di questa foresta si trova all'interno del parco nazionale.
I Cairngorms forninscono un unico habitat di brughiera semi-tundra alpina, ospita molte piante, uccelli e animali rari. Le specie di uccelli che si riproducono sull altipiano sono la pernice bianca e la pernice bianca scozzese, il piviere, lo zigolo delle nevi, l'aquila reale, il merlo dal collare, la civetta delle nevi, il fanello nordico, il piovanello violetto e lo zigolo di Lapponia visto a volte. Nelle foreste si trovano il gallo cedrone, il gallo forcello, il crociere scozzese, il crociere delle pinete e la cincia dal ciuffo.
Particolarmente famose sono le riserve della RSPB (Royal Society for the Protection of Birds) ad Abernethy Forest e Loch Garten. Una coppia famosa di falchi pescatori sono presenti nei mesi estivi e spesso attirano grandi folle per vederli. La foresta ospita Il gallo cedrone a rischio di estinzione e l'endemico crociere scozzese.
Sono presenti anche il cervo europeo, il capriolo, la lepre bianca, la martora, lo scoiattolo, il gatto selvatico e la lontra, così come l'unico branco selvaggio di renne dell'arcipelago britannico. Queste sono state reintrodotte da un pastore svedese, negli anni cinquanta. Il branco si è ormai stabilizzato in circa 150 individui, tutti nati in Scozia.

### Minacce introdotte dall'uomo
È probabile che gli effetti del cambiamento climatico si facciano sentire prima in aree come i Cairngorms che sono al limite del campo di possibilità climatiche per la latitudine a cui sono situate. I Cairngorms rappresentano un'area di montagne insolitamente fredda in un clima marittimo al 57 parallelo nord. Teoreticamente sarebbe possibile che il clima diventi più caldo e umido, o più secco secondo gli attuali modelli di cambiamento climatico. Le pernici bianche sono considerate una specie indicatrice del processo. Nonostante i cicli della popolazione dell'uccello non sembrano essere stati alterti ancora.
Altre minacce introdotte dall'uomo sono dovute alla loro popolarità in un paese con limitate risorse selvagge e una grande e relativamente affluente popolazione urbana. Questo include vari tipi di svago e i conseguenti danni da calpesto, erosione, disturbo, sporcizia e minacce alla qualità idrica. Anche le renne, recentemente introdotte, possono calpestare rare specie di piante. Oltretutto, a causa dell'inquinamento causato dagli uomini, la pioggia acida ha contribuito all'estinzione di formazioni rocciose e piante rare.

## Divertimento
Una industria sciistica e di sport invernali è concentrata nei Cairngorms, con tre dei cinque impianti scozzesi situati qui. questi sono il Centro Sciistico di Cairn Gorm, Centro Sciistico di Glenshee e il Centro Sciistico di Lecht.
Una funivia è stata aperta verso la fine del 2001, dalla stazione base a 637 metri fino al Ptarmigan Centre, situato a 1097 metri, 150 metri dalla vetta del Cairn Gorm. È stata costruita tra polemiche tra i sostenitori del progetto che sostengono che possoa portare un prezioso entrata turistica alla zona, e i suoi opositori che sostengono che un complesso del genere non è adatto per una zona in teoria protetta.
Le montagne sono molto famose per escursionismo, ciclismo, birdwatching, scalata, Caccia al cervo, volo a vela e pesca con la mosca. Comunque, la zono zona può essere molto pericolosa a volte, con condizioni meteorologiche rischiose ed imprevedibili. A causa di questo, bisogna applicare tutti gli accorgimenti di sicurezza sulle montagne.

## Insediamenti
- Aviemore
- Newtonmore
- Kingussie
- Boat of Garten
- Nethy Bridge
- Ballater
- Braemar

## Monumenti e luoghi d'interesse
- Monte Cairngorm
- Ben Macdui
- Loch Morlich
- Strathspey Steam Railway
- Loch Garten Osprey Centre
- Abernethy Forest
- Beinn a Bhuird
- Parco della fauna delle Highland
- Parco nazionale di Cairngorms
- Centro sciistico di Glenshee
- Centro sciistico di Lecht
- Centro renne dei Cairngorm